# Hypocometa hypelaina
Hypocometa hypelaina là một loài bướm đêm trong họ Geometridae.